# Pedro-Rodríguez
Pedro-Rodríguez település Spanyolországban, Ávila tartományban. Pedro-Rodríguez El Bohodón, Cabizuela, Cabezas de Alambre, San Vicente de Arévalo és Tiñosillos községekkel határos. Lakosainak száma 134 fő (2024).

## Népesség
A település népessége az utóbbi években az alábbiak szerint változott:
| Lakosok száma | 222  | 223  | 204  | 221  | 198  | 168  | 151  | 134  | 135  | 134  |
|               | 2001 | 2004 | 2006 | 2009 | 2011 | 2014 | 2016 | 2019 | 2021 | 2024 |